# 238
238 (CCXXXVIII) var ett normalår som började en måndag i den julianska kalendern.

## Händelser

### Mars
- 22 mars – Gordianus I och hans son Gordianus II utropas till romerska kejsare, för att störta usurpatorn Maximinus Thrax, men deras styre varar endast i tre veckor.

### April
- 12 april – De båda Gordianus-kejsarna dör genom självmord respektive att stupa i strid.
- 22 april – Pupienus och Balbinus utses till romerska kejsare i ett nytt försök att störta Maximinus Thrax.

### Juni
- 24 juni – Vid Maximinus Thrax död upphör kampen om kejsarmakten för tillfället.

### Juli
- 29 juli – Gordianus III blir romersk kejsare, när Pupienus och Balbinus dör.

### Okänt datum
- Karpierna invaderar Moesia, varvid kejsar Maximinus Thrax drar i fält mot dem. Trots att de erlägger tribut misslyckas romarna med att tvinga goterna och karpierna att dra sig tillbaka från Moesia.
- Staden Aquileia ställer sig på den romerska senatens sida i kampen om kejsarmakten.
- Den framtide romerske kejsaren Valerianus blir princeps senatus.
- Colosseum återställs efter att ha skadats.
- Goterna kommer från nuvarande Ukraina och går över floden Donau samt ödelägger Romarriket fram till gränsen till Anatolien.
- I Nordafrika upplöses legionen III Augusta. Innan denna återupprättas 253 försvaras Afrika endast av hjälptrupper.

## Avlidna
- 12 april
  - Gordianus I, romersk kejsare sedan 22 mars detta år (självmord)
  - Gordianus II, romersk kejsare sedan 22 mars detta år (stupad i slaget vid Kartago)
- April – Maximinus Thrax, romersk kejsare sedan 235
- 29 juli
  - Pupienus, romersk kejsare sedan 22 april detta år (mördad)
  - Balbinus, romersk kejsare sedan 22 april detta år (mördad)
- Gongsun Yuan, kinesisk krigsherre i Liaodong och nordvästra Korea
- Chosroes I, kung av Armenien (mördad)